# نيون أييونيريون (كيلكيس)
نيو أغيونيري (Νέον Αγιον) واسمها رسميًا نيون أعيونيريون، هي قرية منخفضة في مقاطعة كليكيس على ارتفاع 120 مترًا.

## الجغرافيا والتاريخ
تقع نيو أغيونيري على حدود المحافظة مع محافظة سالونيك، شرق نهر أكسيوس وجنوب غرب بحيرة بيكروليمني. تبعد 35.5 كم جنوب غرب مدينة كيلكيس و 35 كم شمال غرب ثيسالونيكي. أغلب سكانها من نسل اللاجئين اليونانيين من كابادوكيا (من مناطق مثل ميستي وهالفانديري) الذين استقروا في المنطقة بعد التبادل السكاني اليوناني التركي ويعملون في تربية الحيوانات والزراعة (البطيخ بشكل رئيسي).
إلى الشرق من القرية وباتجاه سيل بنتوريما توجد منطقة ترفيهية ذات مناظر طبيعية، وتوي في بساتين من أشجار الحور ونباتات الزينة الأخرى، بمساحة إجمالية تبلغ 100 فدان. في نفس المنطقة يوجد متحف الفولكلور وكنيسة العذراء.

## إداريا
ذُكرت المستوطنة في عام 1928 عندما تم ضمها إلى كومونة أغيونيري آنذاك، وفي عام 1947 تم تعريفها على أنها مقر الكومونة. وفقًا لبرنامج كاليكراتيس، فإن الكومونة المحلية في نيو أغيونيري تنتمي إلى وحدة بلدية بيكروليمني في بلدية كيلكيس ويبلغ عدد سكانها 1,176 نسمة وفقًا لتعداد 2011. 